# Chrysometa keyserlingi
Chrysometa keyserlingi là một loài nhện trong họ Tetragnathidae.
Loài này thuộc chi Chrysometa. Chrysometa keyserlingi được Herbert W. Levi miêu tả năm 1986.